# ظهير دفاعي
في كرة القدم الأمريكية يشير مصطلح ″الظهير الدفاعي″ إلي اللاعبين الذين يلعبون في خط الدفاع الخلفي ، ويشملون: 
- الظهير الأيسر : Left Cornerback (LCB)
- الظهير الأيمن : Right Cornerback (RCB)
- الظهير الحر : Free Safety (FS)

- الظهير القوي : Strong Safety (SS)

هؤلاء اللاعبون يلعبون دوراً هامًا في الدفاع عن الفريق ، حيث يقومون بتغطية المستقبلين و الجريين و يساعدون في إيقاف الهجمات المعادية.